# Ligne de Dijon-Ville à Saint-Amour
La ligne de Dijon-Ville à Saint-Amour, également appelée « ligne de la Bresse » est une ligne ferroviaire française qui relie Dijon, préfecture du département de la Côte-d'Or et chef-lieu de la région Bourgogne-Franche-Comté, à Saint-Amour (dans le Jura) où elle rejoint la ligne de Mouchard à Bourg-en-Bresse.
C'est une ligne très peu chargée en trafic voyageurs (celui-ci se compose essentiellement de TER reliant Dijon à Bourg-en-Bresse ou Seurre) qui a pour vocation principale d'assurer l'acheminement du trafic fret entre l'ouest de la France (depuis la ligne de Paris à Dijon), le Benelux et l'Italie, via Ambérieu, Culoz, Chambéry et la gare frontière de Modane.
Son tracé presque parallèle à la ligne de Paris-Lyon à Marseille Saint-Charles entre Dijon et Mâcon lui vaut d'être utilisée pour délester l'axe historique en périodes de fort trafic, de travaux ou de perturbations. La ligne fait de plus partie du Corridor européen C (Anvers – Bâle / Lyon).
Elle constitue la ligne 860 000 du réseau ferré national.

## Histoire
La ligne de Dijon à Saint-Amour est concédée à la Compagnie des chemins de fer de Paris à Lyon et à la Méditerranée (PLM), par une convention signée le 3 juillet 1875 entre le ministre des Travaux publics, et la compagnie. Cette convention est approuvée à la même date, par une loi qui déclare simultanément la ligne d'utilité publique.
La convention prévoit que les projets définitifs du tracé et des terrassements doivent être produits au plus tard deux ans après la publication de la loi, et que la ligne doit être terminée quatre ans après l'approbation des projets.
La section de ligne de Dijon à Seurre est ouverte en juin 1882, Seurre à Saint-Amour juste un an après. La mise à double voie est totalement achevée sur l'ensemble du parcours en 1901. Son électrification, en courant continu 1,5 kV, se réalisa en deux étapes : la section sud de la ligne, de Mervans à Bourg-en-Bresse, est sous tension le 20 mai 1969 et la section nord, de Dijon-Perrigny à Mervans, le 12 mai 1970 ; les échanges de machines se faisant pendant cette période intermédiaire, en gare de Mervans. Préalablement à cette électrification, la ligne fit l'objet de travaux de modernisation, destinés à améliorer sa capacité. Consistant principalement en renouvellement voie ballast (plus communément appelé « RVB »), mise en câble des télécommunications, suppression du block manuel de double voie (ancien block 49, avec transmetteurs Jousselin) et remplacement par le block automatique lumineux (BAL), ainsi que des suppressions ou automatisations de passages à niveau.

## Caractéristiques générales de la ligne
La ligne s'étire sur environ cent douze kilomètres du point kilométrique (PK) 314,300 (gare de Dijon-Ville) jusqu'au km 424,634 (bifurcation de la ligne de Mouchard à Bourg-en-Bresse, ou PK 473,876 de cette même ligne). La gare de Saint-Amour est située à environ deux kilomètres au-delà de la bifurcation, en direction de Bourg-en-Bresse. La ligne, dont l'origine se trouve en Côte-d'Or, quitte le département au sud de la gare de Seurre, pour entrer dans le département de Saône-et-Loire. Elle le quitte après la gare de Dommartin-lès-Cuiseaux puis entre dans le département du Jura où elle ne parcourt que quelques kilomètres, avant de pénétrer dans le département de l'Ain.
En Côte-d'Or, la ligne traverse les localités suivantes : Ouges, Saulon, Longecourt, Aiserey, Brazey-en-Plaine, Saint-Jean-de-Losne, Chaugey, Pagny et Seurre. En Saône-et-Loire : Navilly, Saint-Bonnet-en-Bresse, Mervans, Saint-Germain-du-Bois-Devrouze, Simard, Saint-Usuge, Louhans, Bruailles, Sainte-Croix, Frontenaud et Dommartin-les-Cuiseaux. Dans le Jura : Saint-Amour.

## Dessertes voyageurs
La desserte voyageurs, sur cette ligne à caractère rural (Louhans étant la localité la plus importante de la ligne), est essentiellement TER. Toutes les gares côte-d'oriennes de la ligne (Ouges, Saulon, Longecourt, Aiserey, Brazey-en-Plaine, Saint-Jean-de-Losne, Chaugey, Pagny et Seurre), qui subissent l'attraction de la ville de Dijon, sont ouvertes au service voyageurs. La gare de Seurre, est gare origine/terminus de circulations de ou vers Dijon. Les gares de Mervans, Louhans, Frontenaud et Dommartin-les-Cuiseaux, ouvertes au service voyageurs, sont desservies par des circulations TER assurant la totalité du parcours Dijon-Bourg-en-Bresse. La desserte voyageurs de la ligne, pour les deux sens de circulation, représente une densité de l'ordre de la quinzaine de TER par jour ouvrable.

## Caractéristiques techniques

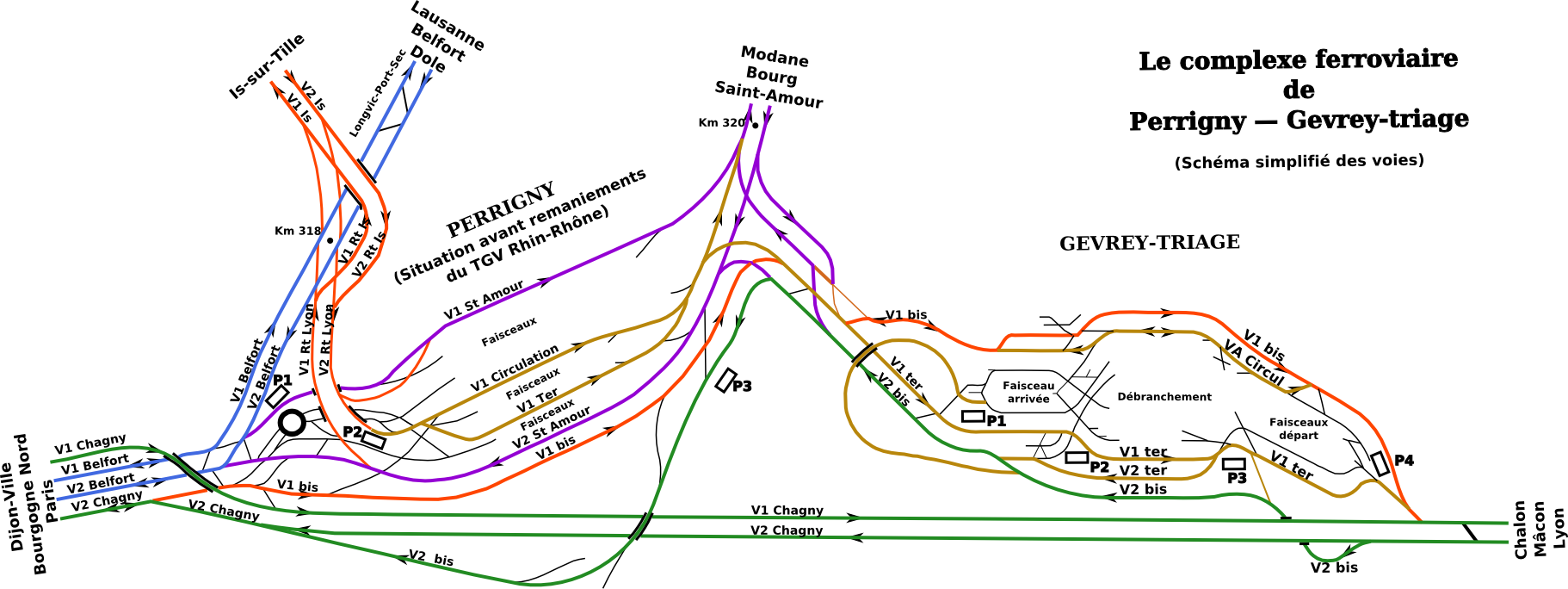
Les voies 1 et 2 Saint-Amour dans le complexe ferroviaire de Perrigny

Les voies 1 et 2 Saint-Amour dans le complexe de Perrigny
Dans la zone d'action du poste 2 de la gare de Dijon-Ville, l'accès ou la réception des trains de la Bresse se fait par les voies désignées 1 et 2 Belfort, sur lesquelles sont soudées, au niveau du poste 1 de Perrigny, les voies de la ligne de la Bresse. Dans le sens impair, les trains issus de Dijon-Ville sont généralement dirigés, à la traversée du complexe de Perrigny, sur la voie désignée 1 Saint-Amour ; voie extérieure  au complexe, parallèle pendant une partie de son trajet, au canal de Bourgogne. À la sortie du complexe de Perrigny, au niveau du poste 3, cette voie reçoit d'abord une voie sortant du complexe (voie désignée 1 Ter St Amour, sur laquelle circulent les trains arrivant de la ligne d'Is-sur-Tille ou Belfort), puis la voie portant les trains sortant du triage de Gevrey (désignée voie 1 Raccordement St Amour). Ce regroupement des circulations se fait au km 320, 100 environ, dans la zone d'action du poste 3 de Perrigny, soit approximativement à cinq kilomètres de la gare de Dijon. La voie 2 St-Amour, à son arrivée dans le complexe de Perrigny, se dédouble au niveau du poste 3 et donne la direction de Gevrey-Triage. Au niveau du poste 2 de Perrigny, elle se dédouble à nouveau pour joindre le raccordement, afin de donner la direction d'Is-sur-Tille ou celle de Belfort. Les vitesses maximales de circulation dans la traversée du complexe, sont abaissées à des valeurs de 90/100 km/h.
Les voies 1 et 2 Saint-Amour entre Perrigny et Saint-Amour
Le profil de l'ensemble de la ligne est relativement facile, en étant toutefois plus accidenté que celui de la ligne de Paris à Marseille, surtout dans son parcours entre Saint-Bonnet-en-Bresse et Saint-Amour (voire jusqu'à Bourg-en-Bresse et Ambérieu). Les déclivités, dont les valeurs atteignent les 8 mm/m sont fréquentes et, sur de courtes distances, peuvent atteindre 10 mm/m.

## Quelques vues du parcours

Quelques vues du parcours
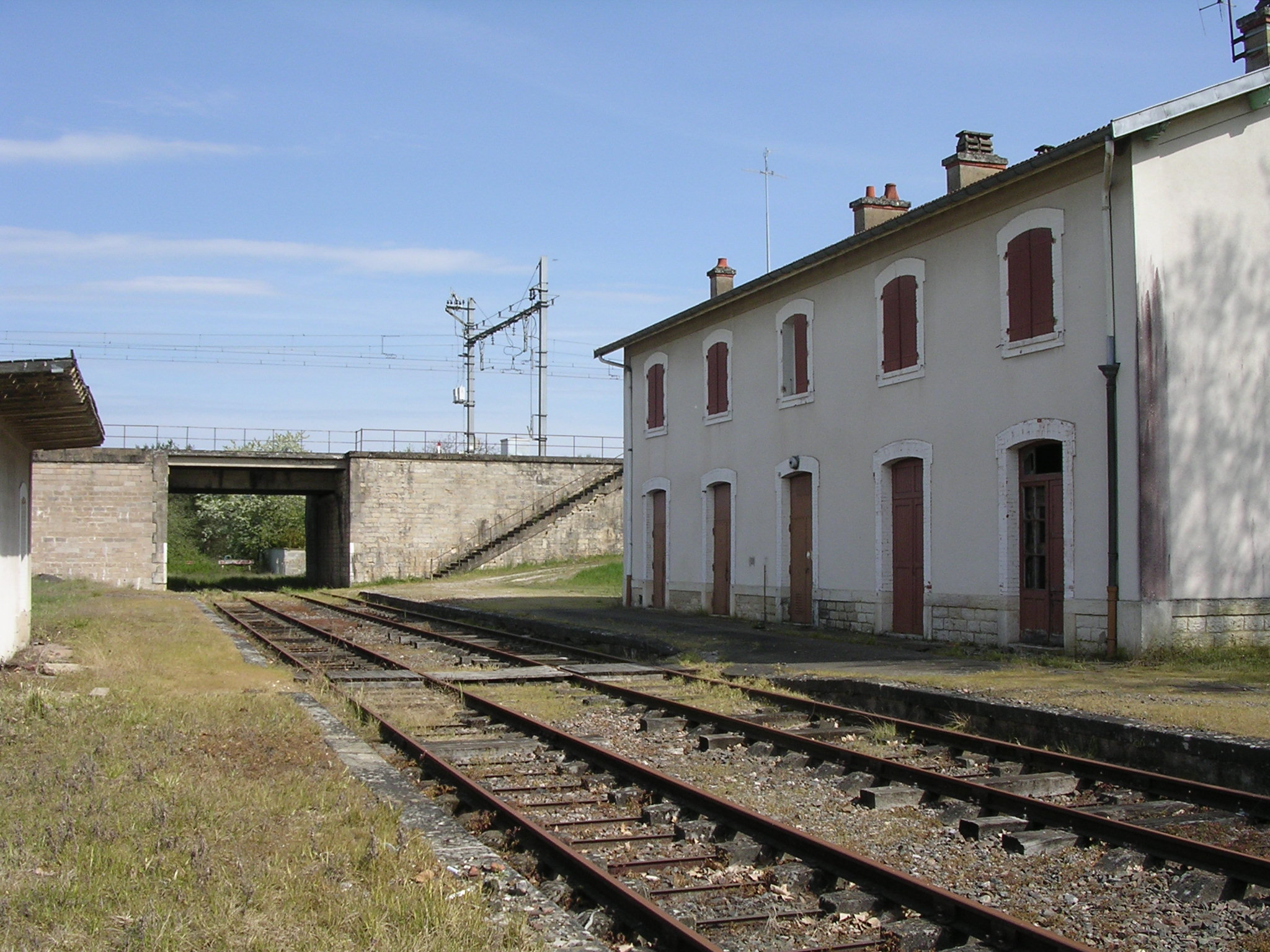
Gare de Saint-Bonnet-en-Bresse Depuis l'ancienne ligne Chagny-Dole, vue sur la ligne de Dijon - Saint-Amour, sur le passage supérieur
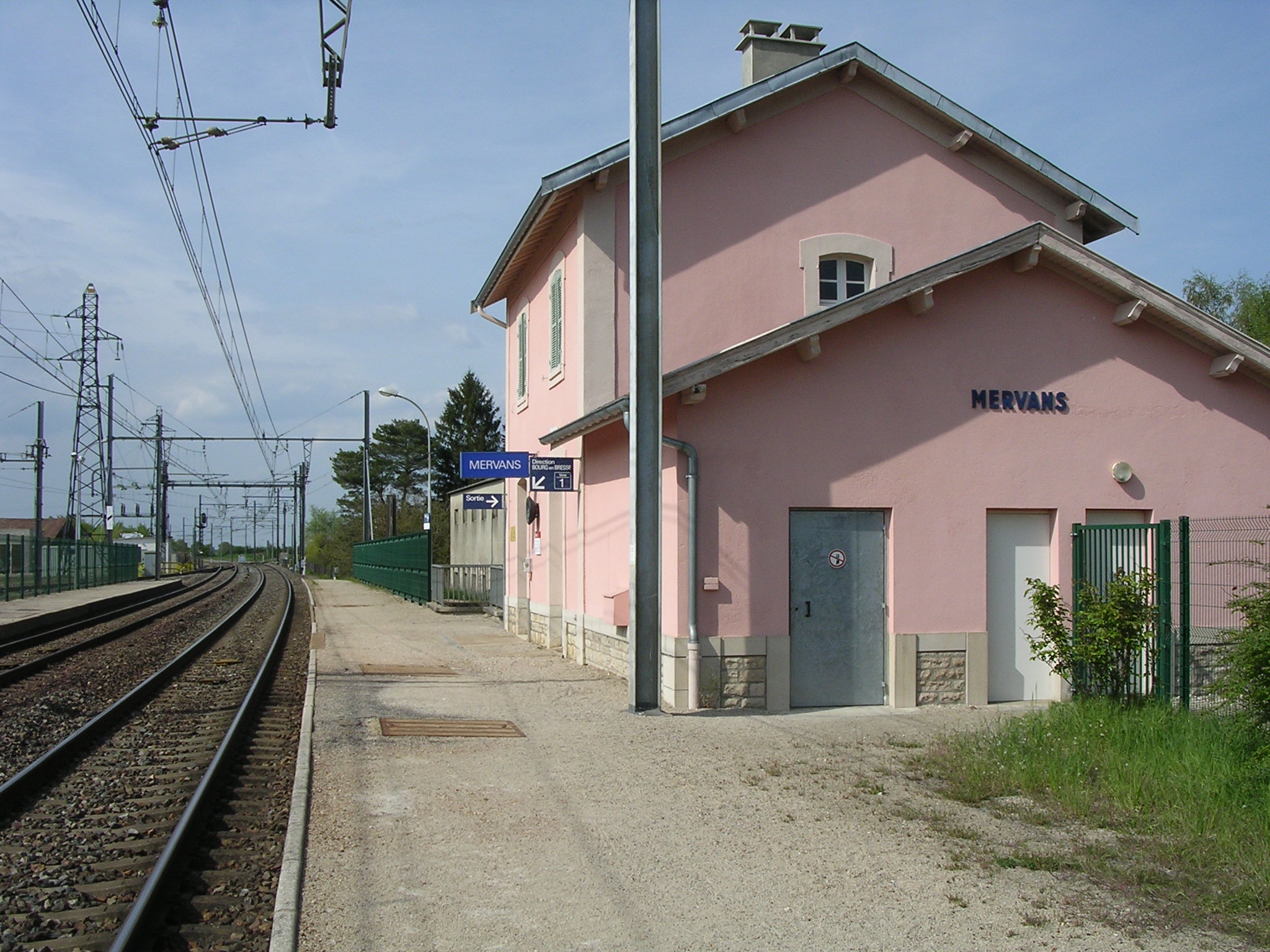
Gare de Mervans Vue vers Dijon
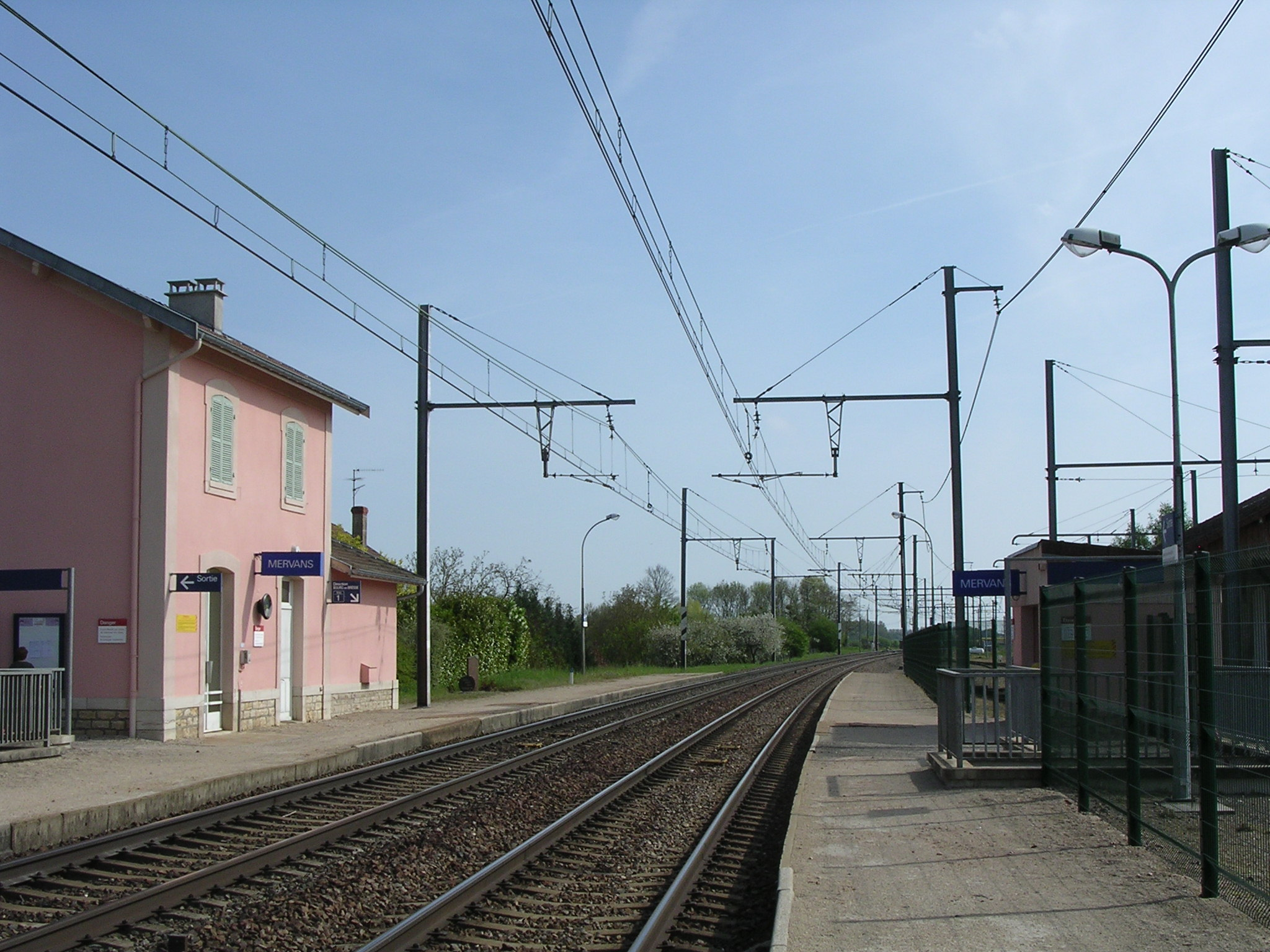
Gare de Mervans Vue vers Louhans
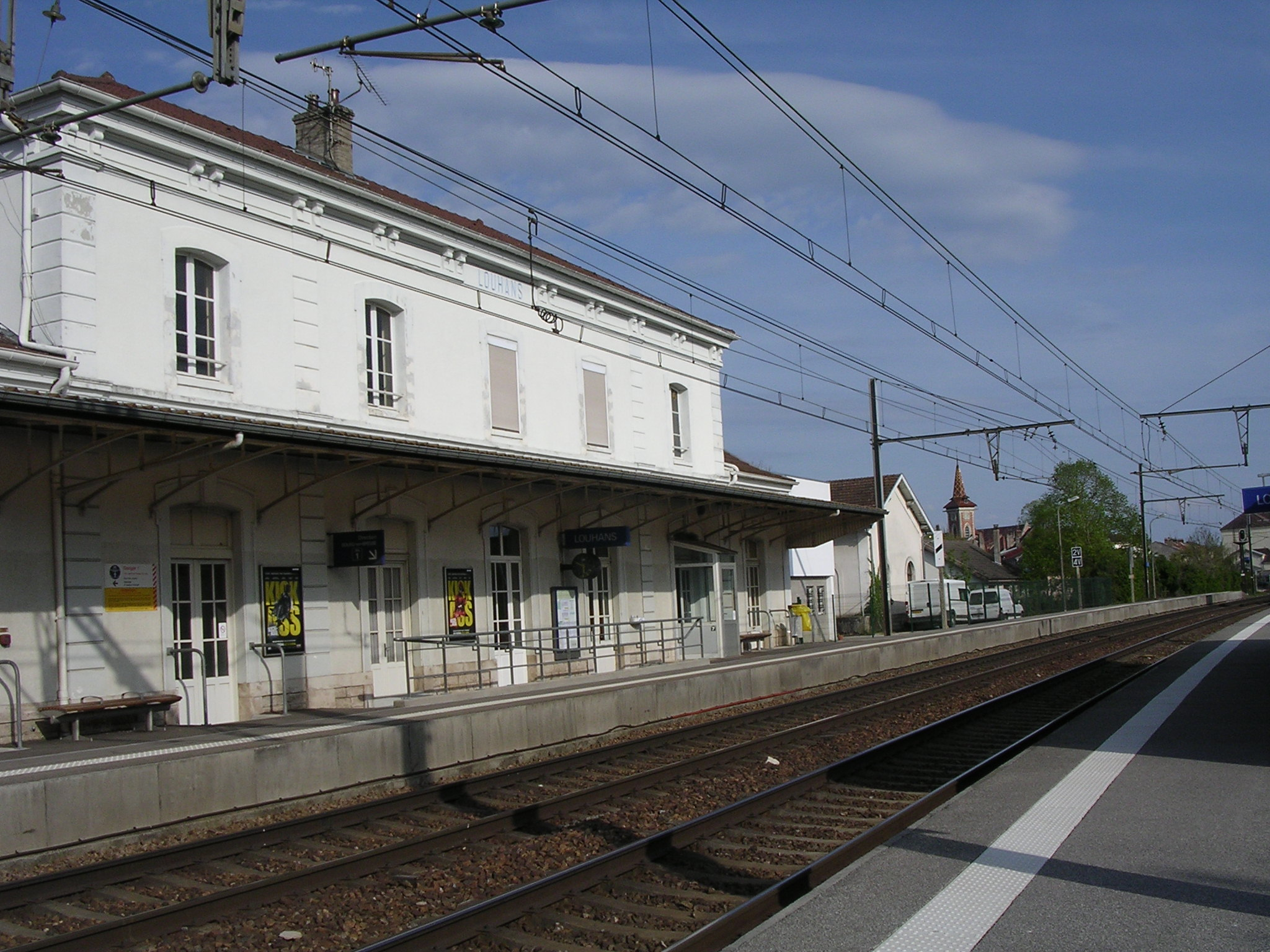
Gare de Louhans Vue vers Saint-Amour
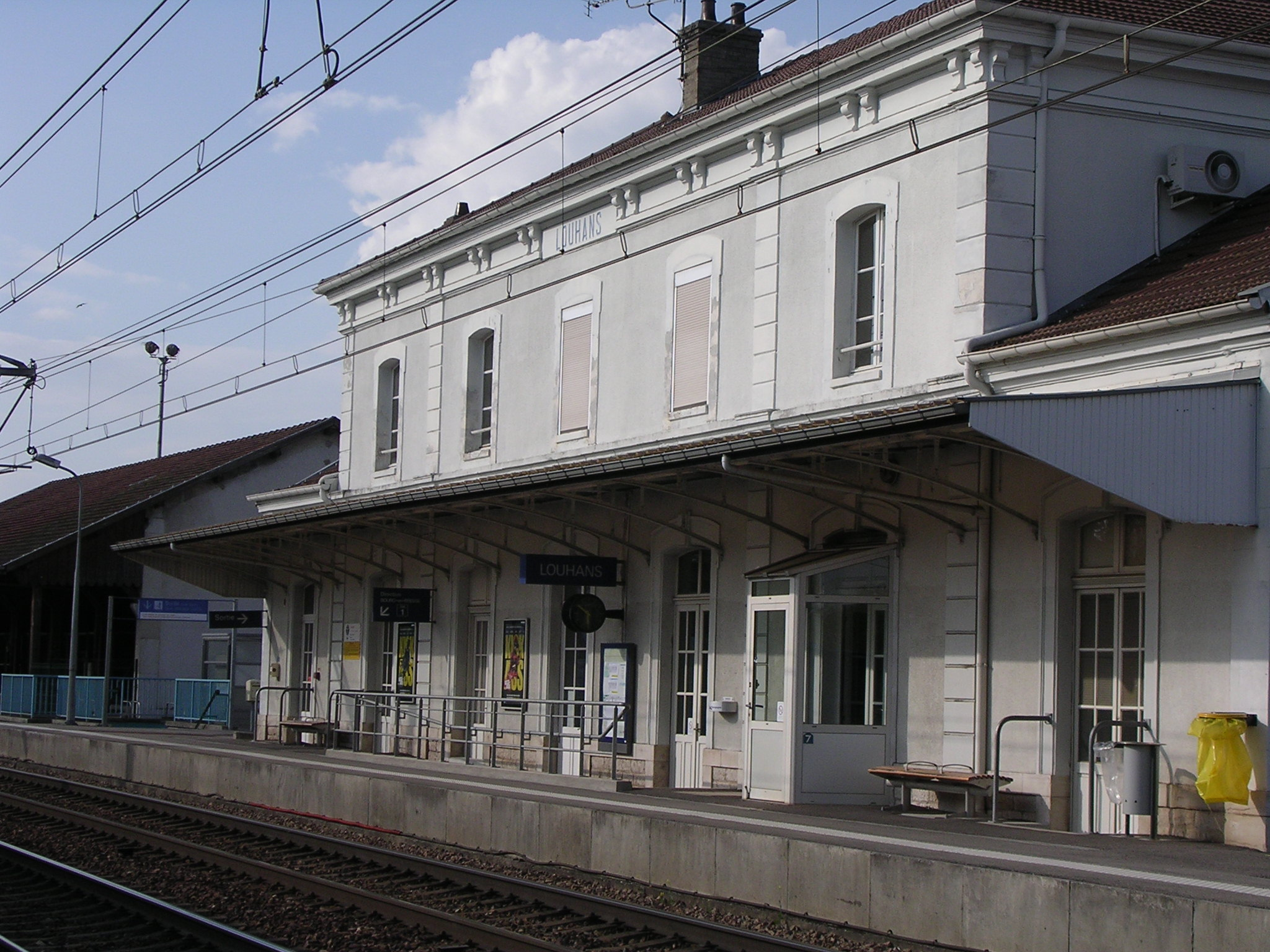
Gare de Louhans. Le B.V.
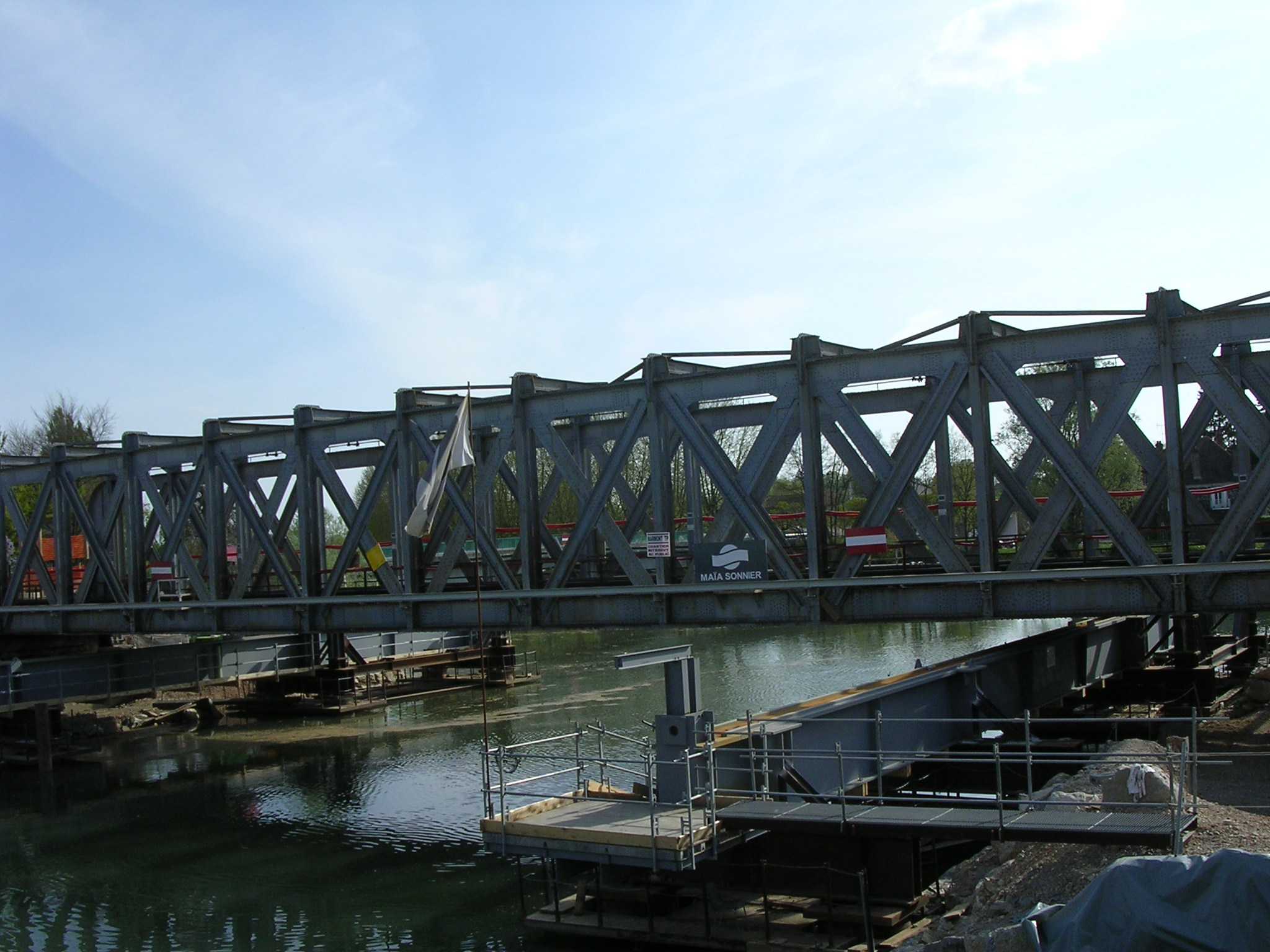
Louhans Le pont sur la Seille vu depuis le pont routier. Son remplacement est prévu été 2010
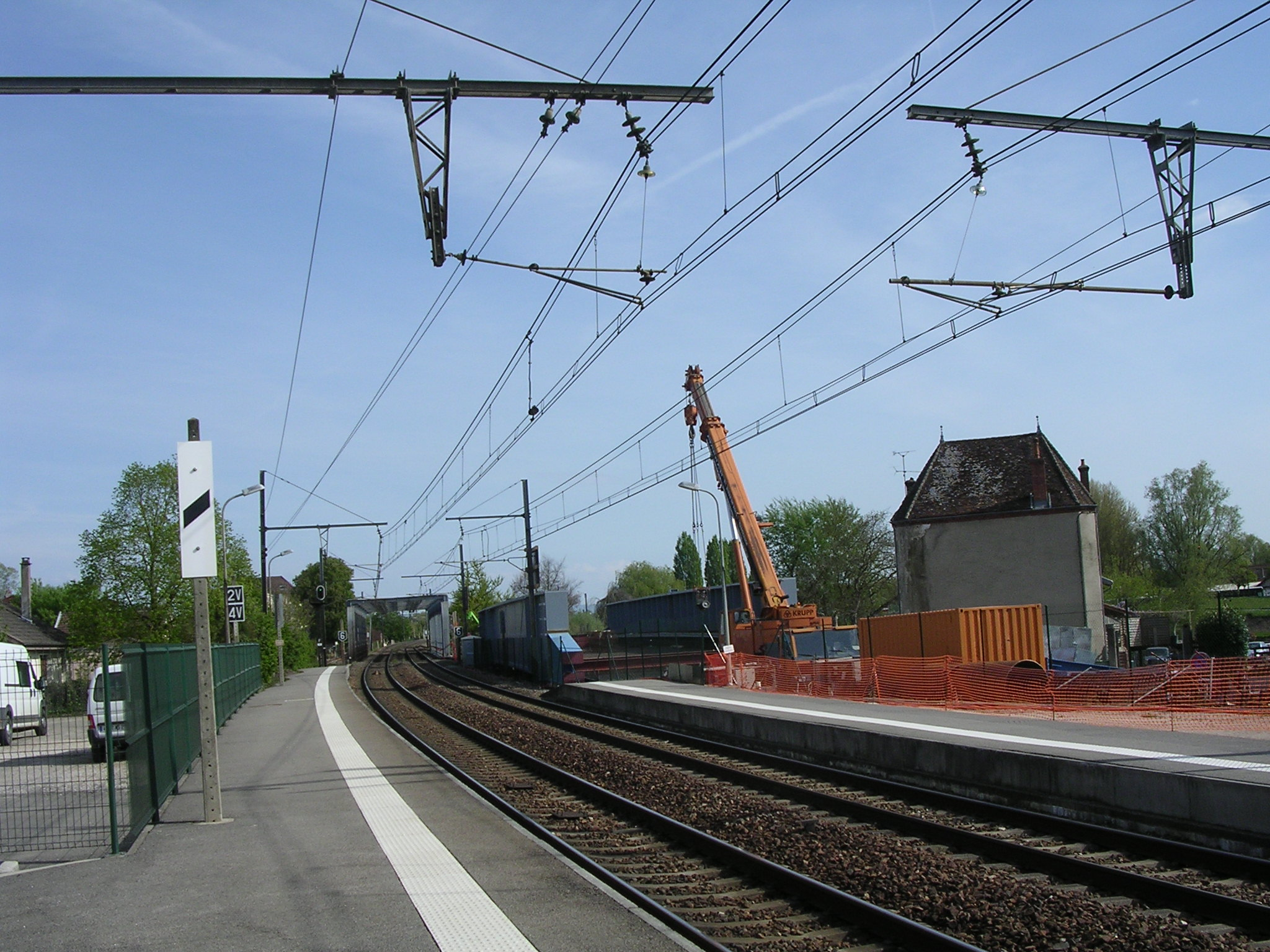
Louhans Le pont sur la Seille vu depuis le B.V. Le nouveau pont est en construction à côté
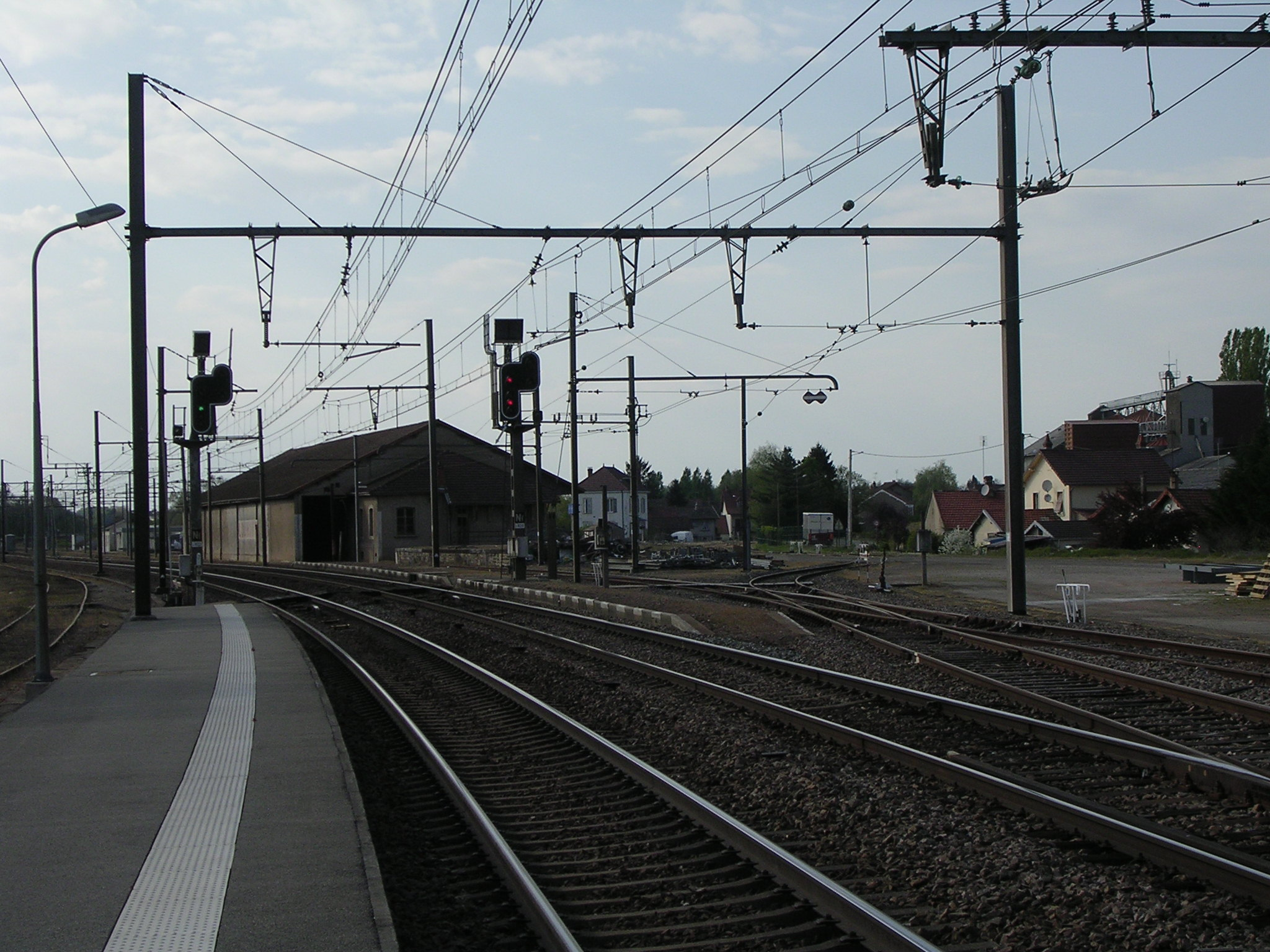
Louhans Sortie de gare côté Dijon. Le panneau sens normal est au vert. Le panneau de sortie d'IPCS est fermé